# NXT Halloween Havoc (2023)
NXT Halloween Havoc (2023) – dwa specjalne odcinki cotygodniowego programu NXT. Odbyły się 24 i 31 października 2023 w WWE Performance Center w Orlando w stanie Floryda. Emisje były przeprowadzane na żywo za pośrednictwem USA Network. Wrestlerki SmackDown, Shotzi i Scarlett, były gospodarzami gali, co oznacza, że Shotzi była gospodarzem gali po raz trzeci po latach 2020 i 2022.
Karta zawierała w sumie 16 walk. Trzynaście z tych walk było transmitowanych w telewizji, siedem pierwszego i sześć drugiego, a także trzy dark matche, jeden pierwszego i dwa drugiego. W walce wieczoru pierwszej nocy, Lyra Valkyria pokonała Becky Lynch i zdobyła NXT Women’s Championship. W innej ważnej walce, Chase University (Andre Chase i Duke Hudson) pokonali The Family (Tony’ego D’Angelo i Channinga „Stacks” Lorenzo), zdobywając NXT Tag Team Championship. Podczas pierwszej nocy zadebiutował w ringu Lexis King (wcześniej znanego jako Brian Pillman Jr. w All Elite Wrestling). W walce wieczoru drugiej nocy, Ilja Dragunov pokonał Carmelo Hayesa i obronił NXT Championship. W innych ważnych walkach, „Dirty” Dominik Mysterio pokonał Nathana Frazera, zachowując NXT North American Championship, a Bron Breakker pokonał Mr. Stone’a. Zespół rockowy New Years Day również wykonał swoją piosenkę „Vampyre” na otwarcie obu nocy.

## Produkcja i rywalizacje
NXT Halloween Havoc będzie oferowało walki profesjonalnego wrestlingu z udziałem wrestlerów należących do brandu NXT. Wyreżyserowane rywalizacje (storyline’y) były kreowane podczas cotygodniowych gal NXT. Wrestlerzy są przedstawieni jako heele (negatywni, źli zawodnicy i najczęściej wrogowie publiki) i face’owie (pozytywni, dobrzy i najczęściej ulubieńcy publiki), którzy rywalizują pomiędzy sobą w seriach walk mających budować napięcie. Kulminacją rywalizacji jest walka wrestlerska lub ich seria.

### Becky Lynch vs. Lyra Valkyria
3 października na odcinku NXT, Lyra Valkyria pokonała Roxanne Perez i Indi Hartwell w triple threat matchu, stając się pretendentką numer jeden do mistrzostwa kobiet NXT Becky Lynch podczas pierwszego tygodnia Halloween Havoc.

### The Family vs. Andre Chase i Duke Hudson
10 października na odcinku NXT, mistrzowie NXT Tag Team The Family (Tony D’Angelo i Channing „Stacks” Lorenzo) zaproponowali gościnnemu generalnemu menedzerowi NXT Cody’emu Rhodesowi ustalenie Tag team Battle Royalu, w której dwie ostatnie drużyny będą rywalizować w standardowym tag team matchu mający na celu wyłonienie pretendentów numer jeden do tytułów podczas pierwszego tygodnia Halloween Havoc. Rhodes przyjął propozycję i nazwał tę walkę Bada Bing Bada Boom Battle Royal. W następnym tygodniu, Battle Royal wygrali Chase University (Andre Chase i Duke Hudson).

### Ilja Dragunov vs. Carmelo Hayes
10 października na odcinku NXT, gościnny generalny menedzer NXT Cody Rhodes ogłosił triple threat match pomiędzy Baronem Corbinem, Dijakiem i zwycięzcą walki Carmelo Hayes vs. Bron Breakker, aby wyłonić pretendenta numer jeden do mistrzostwa NXT Ilji Dragunova na Halloween Havoc. Później tej nocy, Hayes pokonał Breakkera i został dodany do tej walki. W następnym tygodniu, triple threat match wygrał Hayes.

### Blair Davenport vs. Gigi Dolin
5 września na odcinku NXT, podczas walki Gigi Dolin z Theą Hail, Dolin została zaatakowana przez Blair Davenport, co kosztowało ją walkę. W następnym tygodniu, Dolin i Davenport wszczyneły bójkę za kulisami. Dwa tygodnie później, miała się odbyć walka pomiędzy nimi, ale Daveport zaatakowała Dolin za kulisami. Na NXT No Mercy pre-show, po tym jak Davenport pokonała Kelani Jordan, została zaatakowana przez Dolin, a walka pomiędzy nimi została ustawiona na następny odcinek NXT, w której Dolin wygrała. Po walce, Davenport udusiła sędziego za to, że kosztował ją walkę i krzyknęła do Dolin, że to jeszcze nie koniec ich rywalizacji. Dwa tygodnie później, Davenport w pakiecie promocyjnym wyzwał Dolin na walkę na Halloween Havoc, która została zaakceptowany przez Dolin. Następnie Dolin odsłoniła koło Spin the Wheel, Make the Deal i zakręciła kołem, lądując na Lights Out matchu.

### Roxanne Perez vs. Kiana James
5 września na odcinku NXT, Lyra Valkyria i Roxanne Perez rozmawiały w szatni przed przerwaniem przez Kianę James, która wpadła w szał po przegranej walce o tytuł i kpiła z Valkyrii i Perez, po czym Perez uderzyła ją przedramieniem, rozpoczynając bójkę. 3 października na odcinku NXT, podczas triple threat matchu mającego na celu zdobycie tytułu pretendentki numer jeden do mistrzostwa kobiet NXT, James ściągnęła Perez na ringside, co kosztowało ją walkę. W następnym tygodniu, James próbowała zaatakować Perez po jej walce z Asuką, ale Shotzi zaatakowała James. 17 października, Perez odwróciła uwagę James podczas jej walki z Shotzi, co również kosztowało ją walkę. Później na tym samym odcinku, ogłoszono walkę Spin the Wheel, Make the Deal pomiędzy Perez i James, gdzie Perez zakręciła kołem i wylądowało na Devil’s Playground Matchu.

### Turniej NXT Women’s Breakout
Turniej NXT Women’s Breakout to turniej, w którym bierze udział osiem wrestlerek brandu NXT. Turniej rozpoczął się 3 października 2023 roku na odcinkuNXT. Zwyciężczyni zdobywa kontrakt i może w dowolnym momencie wykorzystać go na walkę o mistrzostwo kobiet NXT.

### Mr. Stone vs. Bron Breakker
5 września na odcinku NXT, Bron Breakker poważnie kontuzjował Vona Wagnera po zmiażdżeniu mu czaszki stalowymi schodami. Na NXT No Mercy, menadżer Wagnera, Mr. Stone, wtrącił się w walkę Breakkera z Baronem Corbinem, co ostatecznie kosztowało go walkę. 17 października na odcinku NXT, Mr. Stone oświadczył, że przed Wagnerem długa droga do powrotu do zdrowia i potępił brak wyrzutów sumienia Breakkera. Mr. Stone wyzwał Breakkera na walkę na Halloween Havoc, która później została ogłoszona oficjalnie.

### Tiffany Stratton vs. Fallon Henley
17 października na odcinku NXT, Fallon Henley udzielała rad zawodniczkom biorącym udział w turnieju NXT Women’s Breakout, po czym przerwała jej Tiffany Stratton, która wspomniała, że pokonała Henley i awansowała do finału ubiegłorocznego turnieju. W następnym tygodniu, na pierwszym tygodniu Halloween Havoc, Henley przebrała się za Stratton i kpiła z niej, co doprowadziło do bójki pomiędzy nimi. Walkę pomiędzy Henley i Stratton zaplanowano na drugi tydzień Halloween Havoc.

### The Creed Brothers vs. Angel Garza i Humberto Carrillo
17 października na odcinku NXT, The Creed Brothers (Brutus Creed i Julius Creed) oraz Angel Garza i Humberto Carrillo rywalizowali w Bada Bing Bada Boom Battle Royalu. Garza i Carrillo wyeliminowali Creed Brothers, zanim ci ostatni kosztowali ich walkę. W następnym tygodniu, Creed Brothers poprosili o walkę z Garzą i Carrillo i zakręcili kołem Spin the Wheel, Make the Deal i wylądowało na Tables, Ladders and Scares matchu.

### „Dirty” Dominik Mysterio vs. Nathan Frazer
W cyfrowym ekskluzywnym wydaniu 16 października na odcinku Raw, „Dirty” Dominik Mysterio przerwał wywiad z Nathanem Frazerem, który chciał walki o mistrzostwo Ameryki Północnej NXT, ale Mysterio odmówił, mówiąc, że Frazer nie zasługuje na walkę o tytuł. Następnie doszło do bójki pomiędzy Mysterio i Frazerem. Następnej nocy na NXT, Mysterio i Frazer ponownie się pokłócili, zanim Rhea Ripley, koleżanka stajenna Mysterio z Judgment Day, stanęła w jego obronie. Walka o tytuł pomiędzy Mysterio i Frazerem została później zaplanowana na drugi tydzień Halloween Havoc.

### Chelsea Green i Piper Niven vs. Thea Hail i Jacy Jayne
Na pierwszym tygodniu Halloween Havoc, Chase University (Andre Chase, Duke Hudson, Thea Hail i Jacy Jayne) świętowali zdobycie przez Chase’a i Hudsona mistrzostwa NXT Tag Team, po czym Chelsea Green i Piper Niven pokłóciły się z ich głośnymi głosami. Green zagroził azłożeniem formalnej skargi i poprosiła o skierowanie do biura Shawna Michaelsa. Hail i Jayne zaoferowały, że je tam zabiorą i poproszą o walkę o mistrzostwo kobiet Tag Team WWE przeciwko Green i Niven, która bzostała zaplanowana na drugi tydzień Halloween Havoc.

## Wyniki walk
| Nr                                                                                    | Wyniki | Stypulacje                                              | Czas  |
| ------------------------------------------------------------------------------------- | --- | ------------------------------------------------------- | ----- |
| 1D                                                                                    | Josh Briggs i Brooks Jensen pokonali Taviona Heightsa i Rileya Osborne poprzez pinfall                                                                           | Tag team match                                          | —     |
| 2                                                                                     | Roxanne Perez pokonała Kianę James poprzez pinfall | Spin the Wheel, Make the Deal: Devil’s Playground Match | 10:51 |
| 3                                                                                     | Lexis King pokonał Dante Chena poprzez pinfall | Singles match                                           | 4:12  |
| 4                                                                                     | Kelani Jordan pokonała Ariannę Grace poprzez pinfall | Półfinał turnieju NXT Women’s Breakout                  | 7:35  |
| 5                                                                                     | Chase University (Andre Chase i Duke Hudson) (z Theą Hail i Jacy Jayne) pokonali The Family (Tony’ego D’Angelo i Channinga „Stacks” Lorenzo) (c) poprzez pinfall | Tag team match o NXT Tag Team Championship              | 11:19 |
| 6                                                                                     | Blair Davenport pokonała Gigi Dolin poprzez pinfall | Spin the Wheel, Make the Deal: Lights Out match         | 12:32 |
| 7                                                                                     | Lola Vice (z Elektrą Lopez) pokonała Karmen Petrovic poprzez pinfall                                                                                             | Półfinał turnieju NXT Women’s Breakout                  | 3:36  |
| 8                                                                                     | Lyra Valkyria pokonała Becky Lynch (c) poprzez pinfall | Singles match o NXT Women’s Championship                | 16:06 |
| (c) – mistrz/mistrzyni przed walkąD – walka była dark matchem (nietransmitowana w TV) | |                                                         |       |

| Nr                                                                                    | Wyniki | Stypulacje                                                      | Czas  |
| ------------------------------------------------------------------------------------- | --- | --------------------------------------------------------------- | ----- |
| 1D                                                                                    | Ivy Nile pokonała Jaidę Parker poprzez submission                                                                                   | Singles match                                                   | —     |
| 2D                                                                                    | Brooks Jensen pokonał Oba Femiego poprzez pinfall                                                                                   | Singles match                                                   | —     |
| 3                                                                                     | The Creed Brothers (Brutus Creed i Julius Creed) (z Ivy Nile) pokonali Angela Garzę i Humberto Carrillo poprzez pinfall             | Spin the Wheel, Make the Deal: Tables, Ladders and Scares match | 14:03 |
| 4                                                                                     | „Dirty” Dominik Mysterio (c) (z Rheą Ripley) pokonał Nathana Frazera poprzez pinfall                                                | Singles match o NXT North American Championship                 | 10:26 |
| 5                                                                                     | Bron Breakker pokonał Mr. Stone’a poprzez pinfall                                                                                   | Singles match                                                   | 2:38  |
| 6                                                                                     | Chelsea Green i Piper Niven (c) pokonały Chase University (Theę Hail i Jacy Jayne) (z Andre Chasem i Duke Hudsonem) poprzez pinfall | Tag team match o WWE Women’s Tag Team Championship              | 8:58  |
| 7                                                                                     | Lola Vice (z Elektrą Lopez) pokonała Kelani Jordan poprzez pinfall                                                                  | Finał turnieju NXT Women’s Breakout                             | 6:56  |
| 8                                                                                     | Ilja Dragunov (c) pokonał Carmelo Hayesa poprzez pinfall                                                                            | Singles match o NXT Championship                                | 16:42 |
| (c) – mistrz/mistrzyni przed walkąD – walka była dark matchem (nietransmitowana w TV) | |                                                                 |       |

### Turniej NXT Women’s Breakout
|  | Pierwsza runda NXT 3-17 października | Pierwsza runda NXT 3-17 października | Pierwsza runda NXT 3-17 października |               |                 | Półfinały NXT Halloween Havoc 24 października | Półfinały NXT Halloween Havoc 24 października | Półfinały NXT Halloween Havoc 24 października |  |  | Finał NXT Halloween Havoc 31 października | Finał NXT Halloween Havoc 31 października | Finał NXT Halloween Havoc 31 października |  |
|  |                                      |                                      |                                      |               |                 |                                               |                                               |                                               |  |  |                                           |                                           |                                           |  |
|  | Kelani Jordan                        | Kelani Jordan                        | Pin                                  |               |                 |                                               |                                               |                                               |  |  |                                           |                                           |                                           |  |
|  | Kelani Jordan                        | Kelani Jordan                        | Pin                                  |               |                 |                                               |                                               |                                               |  |  |                                           |                                           |                                           |  |
|  | Izzi Dame                            | Izzi Dame                            | 4:52                                 |               |                 |                                               |                                               |                                               |  |  |                                           |                                           |                                           |  |
|  | Izzi Dame                            | Izzi Dame                            | 4:52                                 |               | Kelani Jordan   | Kelani Jordan                                 | Pin                                           |                                               |  |  |                                           |                                           |                                           |  |
|  |                                      |                                      |                                      |               | Kelani Jordan   | Kelani Jordan                                 | Pin                                           |                                               |  |  |                                           |                                           |                                           |  |
|  |                                      |                                      | Arianna Grace                        | Arianna Grace | 7:35            |                                               |                                               |                                               |  |  |                                           |                                           |                                           |  |
|  | Arianna Grace                        | Arianna Grace                        | Arianna Grace                        | Arianna Grace | 7:35            | Pin                                           |                                               |                                               |  |  |                                           |                                           |                                           |  |
|  | Arianna Grace                        | Arianna Grace                        |                                      |               |                 |                                               |                                               |                                               |  |  |                                           |                                           |                                           |  |
|  | Brinley Reece †                      | Brinley Reece †                      | 2:56                                 |               |                 |                                               |                                               |                                               |  |  |                                           |                                           |                                           |  |
|  | Brinley Reece †                      | Brinley Reece †                      | 2:56                                 |               | Kelani Jordan   | Kelani Jordan                                 | 6:56                                          |                                               |  |  |                                           |                                           |                                           |  |
|  |                                      |                                      |                                      |               |                 |                                               |                                               |                                               |  |  |                                           |                                           |                                           |  |
|  |                                      |                                      | Lola Vice                            | Lola Vice     | Pin             |                                               |                                               |                                               |  |  |                                           |                                           |                                           |  |
|  | Karmen Petrovic                      | Karmen Petrovic                      | Lola Vice                            | Lola Vice     | Pin             | Sub                                           |                                               |                                               |  |  |                                           |                                           |                                           |  |
|  | Karmen Petrovic                      | Karmen Petrovic                      |                                      |               |                 |                                               |                                               |                                               |  |  |                                           |                                           |                                           |  |
|  | Jaida Parker                         | Jaida Parker                         | 3:38                                 |               |                 |                                               |                                               |                                               |  |  |                                           |                                           |                                           |  |
|  | Jaida Parker                         | Jaida Parker                         | 3:38                                 |               | Karmen Petrovic | Karmen Petrovic                               | 3:36                                          |                                               |  |  |                                           |                                           |                                           |  |
|  |                                      |                                      |                                      |               | Karmen Petrovic | Karmen Petrovic                               | 3:36                                          |                                               |  |  |                                           |                                           |                                           |  |
|  |                                      |                                      | Lola Vice                            | Lola Vice     | Pin             |                                               |                                               |                                               |  |  |                                           |                                           |                                           |  |
|  | Dani Palmer                          | Dani Palmer                          | Lola Vice                            | Lola Vice     | Pin             | 3:59                                          |                                               |                                               |  |  |                                           |                                           |                                           |  |
|  | Dani Palmer                          | Dani Palmer                          |                                      |               |                 |                                               |                                               |                                               |  |  |                                           |                                           |                                           |  |
|  | Lola Vice                            | Lola Vice                            | Pin                                  |               |                 |                                               |                                               |                                               |  |  |                                           |                                           |                                           |  |

† Reece zastąpiła Jakarę Jackson, ponieważ Jackson nie została medycznie oczyszczona.